# Fineen Wycherley

a Compétitions nationales et continentales officielles uniquement.

b Matchs officiels uniquement.
Dernière mise à jour le 7 septembre 2023.
Fineen Wycherley, né le 11 décembre 1997 à Bantry (Irlande), est un joueur irlandais de rugby à XV jouant aux postes de deuxième ligne et troisième ligne aile au Munster en United Rugby Championship depuis 2017.

## Biographie

### Jeunesse et formation
Fineen Wycherley naît à Bantry, dans le comté de Cork. À l'âge de 16 ans, il a rejoint le Cistercian College (en) de Roscrea et fait partie de l'équipe qui a remporté la Leinster Schools Rugby Senior Cup (en) en 2015, en battant le Belvedere College 18-11 en finale et en remportant le trophée pour la première fois dans l'histoire de l'école,. Cependant, l'année suivante, son équipe est battue en finale contre les finalistes battus de l'année précédente, Belvedere, sur le score de 31 à 7.
Son petit frère, Josh, est également joueur de rugby au Munster.

### Carrière au Munster
Fineen Wycherley est convoqué pour la première fois dans le groupe professionnel du Munster pour une rencontre de Pro12 de la saison 2016-2017 contre les Scarlets. Il n'entre cependant pas en jeu. La semaine suivante, le 4 mars 2017, il fait ses débuts professionnels lorsqu'il entre en jeu à 13 minutes de la fin du match contre Cardiff. Pour sa première saison, il joue seulement trois matchs de championnat. Il ne participe ainsi pas à la finale du Pro12, perdue par les siens face aux Scarlets sur le score de 46 à 22.
Au cours de la saison 2017-2018, il signe son premier contrat professionnel avec le Munster. En avril 2018, il remporte le prix du Academy Player of the Year (jeune joueur de l'année) de la province.
Il marque le premier essai de sa carrière lors de la neuvième journée de championnat de la saison 2018-2019, contre les Italiens du Zebre, dans une victoire 32-7. Quelques semaines après, il prolonge son contrat de deux saisons supplémentaires avec sa province. Il fait ensuite ses débuts en Coupe d'Europe lors d'une victoire 30 à 5 face au Castres olympique.
Durant la saison 2020-2021, la blessure de RG Snyman lui permet de gagner du temps de jeu et de progresser. Il est d'ailleurs convoqué pour la première fois en équipe d'Irlande durant cette saison. En fin de saison, le Munster perd en finale du championnat 16 à 6 face au Leinster, mais Wycherley ne participe pas à cette rencontre,. Puis, quelques jours après cette défaite, il prolonge son contrat d'un an avec sa province.
En début de saison 2022-2023, Fineen Wycherley se blesse à l'épaule, le rendant indisponible près de quatre mois. Il fait son retour sur les terrains fin janvier 2023 lors d'un match de championnat contre le Benetton Trévise. Cette saison, le Munster est dans un premier temps éliminé dès les huitièmes de finale de Champions Cup par l'équipe sud-africaine des Sharks, mais se qualifie toutefois en finale du United Rugby Championship après avoir battu le Leinster en demi-finale. En finale, les Irlandais affrontent les Sud-Africains des Stormers et s'imposent 19 à 14, remportant ainsi cette compétition pour la première fois depuis 2011,. Alors qu'il a joué la demi-finale, Fineen Wycherley ne participe pas à cette finale face à la concurrence à son poste, notamment à cause des retours de blessure de RG Snyman et Jean Kleyn.

### Carrière internationale
Fineen Wycherley est sélectionné pour la première fois en équipe d'Irlande des moins de 20 ans pour le Tournoi des Six Nations des moins de 20 ans 2017. Il est ensuite convoqué pour le championnat du monde junior de la même année. Il joue cinq matchs dans cette compétition et marque un essai.
Lorsque le sélectionneur de l'équipe d'Irlande, Andy Farrell, annonce en octobre le groupe irlandais pour les deux dernières rencontres du Tournoi des Six Nations 2020, retardées en raison de la pandémie de Covid-19, Fineen Wycherley est l'un des six joueurs qui, bien que n'étant pas appelés dans le groupe, s'entraîne avec lui. Puis, il est convoqué pour la première fois en sélection au mois de juin 2021 pour la tournée d'été. Il connaît sa première cape à cette occasion, lors d'un test international contre les États-Unis le 10 juillet 2021. Il entre en jeu en deuxième mi-temps à la place de Ryan Baird et les Irlandais s'imposent 71-10,.

## Statistiques

### En province
| Saison        | Club          | Championnat               | Championnat | Championnat | Coupe d'Europe | Coupe d'Europe | Coupe d'Europe |
| Saison        | Club          | Compétition               | Matchs      | Essais      | Compétition    | Matchs         | Essais         |
| ------------- | ------------- | ------------------------- | ----------- | ----------- | -------------- | -------------- | -------------- |
| 2016-2017     | Munster       | Pro12                     | 2           | -           | Coupe d'Europe | -              | -              |
| 2017-2018     | Munster       | Pro14                     | 4           | -           | Coupe d'Europe | -              | -              |
| 2018-2019     | Munster       | Pro14                     | 13          | 1           | Coupe d'Europe | 2              | -              |
| 2019-2020     | Munster       | Pro14                     | 15          | 1           | Coupe d'Europe | 4              | -              |
| 2020-2021     | Munster       | Pro14                     | 12          | 1           | Coupe d'Europe | 3              | -              |
| 2020-2021     | Munster       | Pro14 Rainbow Cup         | 5           | 1           | Coupe d'Europe | 3              | -              |
| 2021-2022     | Munster       | United Rugby Championship | 19          | 3           | Coupe d'Europe | 5              | -              |
| 2022-2023     | Munster       | United Rugby Championship | 15          | -           | Champions Cup  | 1              | 1              |
| Total Munster | Total Munster | Total Munster             | 85          | 7           | Coupe d'Europe | 15             | 1              |

### Internationales

#### Équipe d'Irlande des moins de 20 ans
Fineen Wycherley a disputé neuf matchs avec l'équipe d'Irlande des moins de 20 ans en une saison, prenant part à une édition du Tournoi des Six Nations des moins de 20 ans en 2017 et à une édition du Championnat du monde junior en 2017. Il a inscrit un essai, soit cinq points.

#### Équipe d'Irlande
Fineen Wycherley compte une seule sélection en équipe d'Irlande.
| Année | Compétition | Matchs | Points | Essais |
| ----- | ----------- | ------ | ------ | ------ |
| 2021  | Test matchs | 1      | 0      | 0      |
| Total | Total       | 1      | 0      | 0      |

## Palmarès
- Munster
  - Finaliste du Pro12/Pro14 en 2017 et 2021
  - Vainqueur du United Rugby Championship en 2023